# Tanja Schmidt-Hennes
Tanja Hennes née Schmidt le 30 juin 1971 à  Attendorn, est une ancienne coureuse cycliste allemande. 

## Palmarès sur route
- 1996
  - 9e et 13e étapes du Tour d'Italie
  - 4e étape du Tour de Thuringe
  - 4e étape du Tour de Bohème
- 1997
  - 3e étape de Gracia ČEZ-EDĚ
- 1998
  - Rund um den Donnersberg
- 1999
  - 1re étape de l'Eurosport Tour
  - 2e du Rund um den Donnersberg
  - 3e du GP della Liberazione
  - 6e du Tour Beneden-Maas (Cdm)
- 2000
  - 2e du Tour de Nuremberg
  - 3e du championnat d'Allemagne sur route
- 2001
  - 2e du Critérium International Féminin De Lachine
- 2002
  - 3e du Tour de Bochum
  - 3e du Tour de Drenthe
- 2003
  - Cologne-Schuld-Frechen
  - 4e étape du Tour de Feminin - Krásná Lípa
- 2004
  - 2e du Grand Prix international de Dottignies
  - 2e du Tour du Salvador
  - 3e du Rotterdam Tour (Cdm)
- 2005
  - 1re étape du Tour de Pologne
  - Holland Ladies Tour :
    - Classement général
    - 4e étape (contre-la-montre par équipes)

  - 2e du championnat d'Allemagne sur route
- 2006
  - 3e étape du Trophée d'Or
  - 2e du Ronde van Gelderland
  - 2e du Rotterdam Tour (Cdm)
  - 2e du Tour de Bochum
  - 3e du Circuit Het Volk
- 2007
  - 3e du Grand Prix de la ville de Roulers

### Classement mondiaux
| Année          | 1997 | 1998 | 1999 | 2000 | 2001 | 2002 | 2003 | 2004 | 2005 | 2006 | 2007 | 2008 |
| Classement UCI | 32e  | 62e  | -    | 93e  | 51e  | 61e  | 48e  | 36e  | 19e  | 32e  | 72e  | 146e |